# AFC New Brighton
Der AFC New Brighton (offiziell: New Brighton Association Football Club) war ein Fußballverein aus dem Nordwesten Englands an der Irischen See im Süden von Liverpool gelegenen Ort New Brighton.

## Der historische FC Brighton

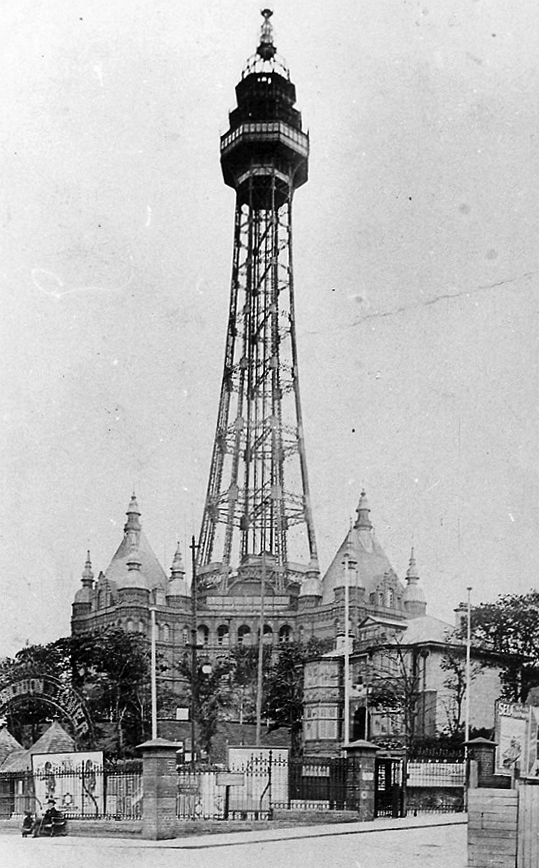
Der New Brighton Tower wird vom Verein als Logo geführt.

Der FC Brighton (offiziell: „Brighton Football Club“) ging 1921 aus dem Fußballverein South Liverpool hervor und übernahm dessen Startplatz in der Lancashire Combination. Bereits 1923 wurde der Verein in die Football League Third Division North aufgenommen.
Der auch Rakers oder Towers genannte Verein erreichte 1927/28 erstmals das Viertelfinale des FA Cups, schied aber gegen Port Vale aus. 1937/38 folgte ein erneuter Vorstoß ins Viertelfinale, wo diesmal aber Tottenham Hotspur eine zu hohe Hürde darstellte. In der Kriegs-Saison 1939/40 erreichte er das Halbfinale des Pokalwettbewerbes von Wales.
1951 schied New Brighton als Tabellenletzter aus der Football League aus, und wurde wieder Mitglied der Lancashire Combination League. Ein großer Erfolg war in der Saison 1956/57 der dritte Einzug in das Viertelfinale des englischen Pokalwettbewerbs. Nachdem die Mannschaft drei Football League Clubs, darunter den renommierten aber damals zeitweise drittklassigen Verein Derby County, ausschaltete, scheiterte sie diesmal am FC Burnley, der 1960 zum zweiten Mal englischer Meister werden sollte.
1959 wurde New Brighton Meister der Lancashire Combination und konnte im selben Zeitraum auch eine Vizemeisterschaft und einen dritten Platz erreichen.
1965 schloss sich New Brighton der Cheshire County League an. 1979 stieg der Club in die zweite Division der Liga ab. 1981 verließ er die Liga als Tabellenletzter und spielte noch für zwei Jahre in lokalen Ligen, bevor er 1983 aufgelöst wurde.
Der Verein nimmt nach der Saison 2018/19 immer noch den 102. Platz (von 138) in der Ewigen Tabelle des englischen Profifußballs ein.

## Trikots
Die Trikots des Vereins waren ursprünglich blau-weiß. Ab Oktober 1934 bis 1951 jedoch rot-weiß.

## Bekannte Spieler
- Bill Lacey
- Tom Davis
- Jimmy Dunne
- Matt O’Mahoney
- Alf Ainsworth